# Liste der Wahlbezirke im Königreich Galizien und Lodomerien
Diese Liste der Wahlbezirke im Königreich Galizien und Lodomerien listet alle Wahlbezirke im Kronland Königreich Galizien und Lodomerien für die Wahlen des Österreichischen Abgeordnetenhauses auf. Die Wahlbezirke bestanden zwischen 1907 und 1918.

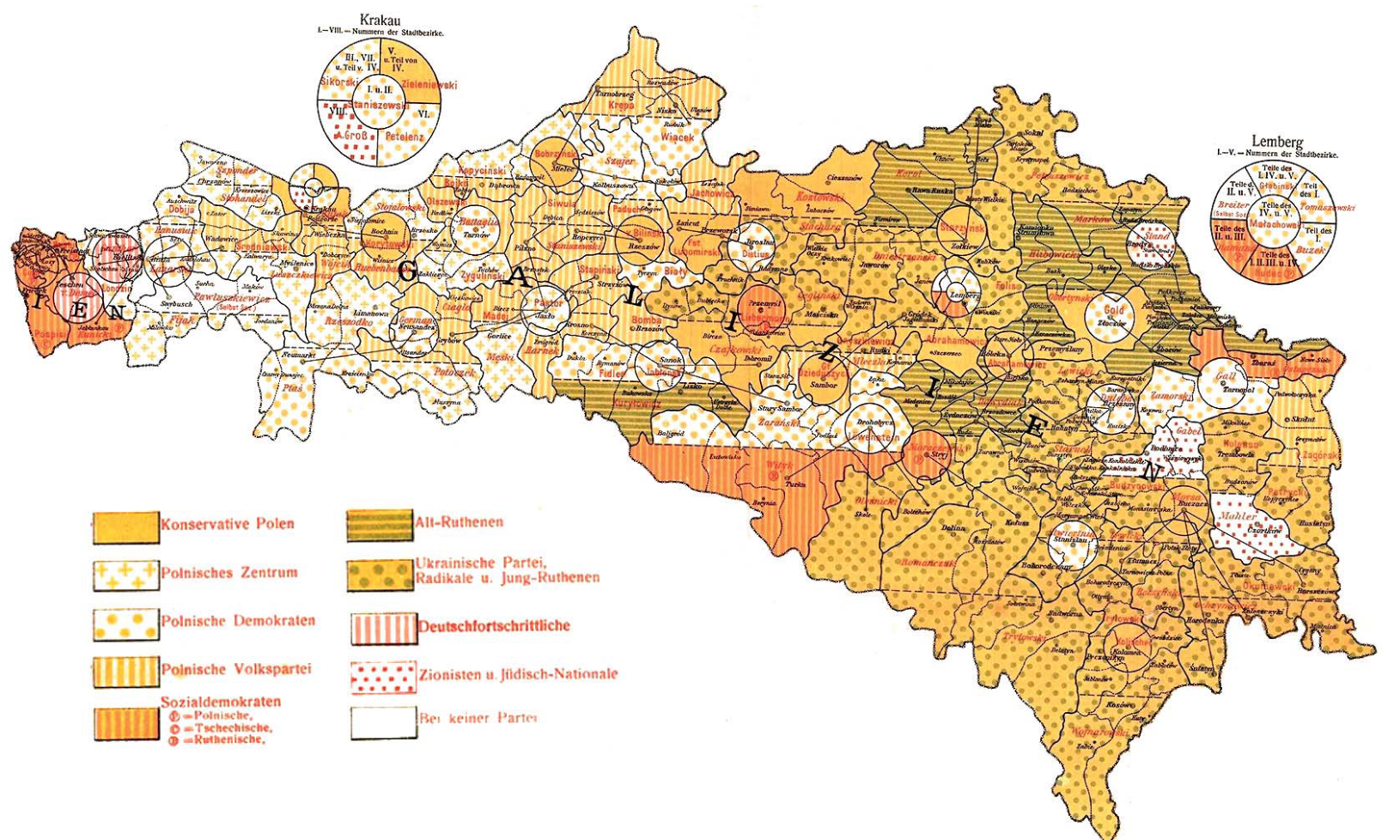
Wahlkarte Galiziens (1907)

## Geschichte
Nachdem der Reichsrat im Herbst 1906 das allgemeine, gleiche, geheime und direkte Männerwahlrecht beschlossen hatte, wurde mit 26. Jänner 1907 die große Wahlrechtsreform durch Sanktionierung von Kaiser Franz Joseph I. gültig. Mit der neuen Reichsratswahlordnung schuf man insgesamt 480 Wahlbezirke mit in der Regel je einem zu wählenden Abgeordneten, der durch Direktwahl mit allfälliger Stichwahl bestimmt wurde. In Galizien und Lodomerien hatten vor der Abschaffung des Klassenwahlrechts 78 Wahlkreise bestanden, wobei die Städte 13 Abgeordnete, die Landgemeinden 27, die Großgrundbesitzer 20, die Allgemeine Wählerklasse 15 und die Handels- und Gewerbekammern 3 Abgeordnete entsandten.
Mit der Einführung des allgemeinen Männerwahlrechts wurden in Galizien und Lodomerien 70 Wahlbezirke geschaffen, wobei die Polen in den Wahlbezirken 1–50 sowie 52, 64 und 67 und die Ruthenen in den Wahlbezirken 51 sowie 53–63, 65–66, 68–70 die Mehrheit stellten. Neben den 7 Städtewahlkreisen für Lemberg, 5 für Krakau, je einen für fünf anderen Städten Przemyśl, Stanislau, Tarnopol, Tarnów und Kolomea, existierten 17 weitere Stadtwahlkreise, in denen die Wahlberechtigten einer Reihe von Städten, Märkten und Gemeinden zusammengefasst wurden, existierten 36 Landgemeindewahlkreise, die wiederum aus einer gewissen Anzahl von Gerichtsbezirken ohne die Gemeinden der Städtewahlkreise bestanden. Die Landgemeindewahlkreise setzten sich demgegenüber aus einer gewissen Anzahl von Gerichtsbezirken zusammen, wobei in manchen Landgemeindewahlkreisen einzelne Ortschaften auf Grund der Mehrheitssprache der Bevölkerung anderen Wahlbezirken zugeschlagen wurden. Die Bevölkerung Galiziens setzte sich 1910 aus 58,6 Prozent Polnischsprachigen, 40,2 Prozent Ruthenischsprachigen und 1,1 Prozent Deutschsprachigen zusammen. Wegen des Sprachengemischs wurden in allen Landgemeindewahlkreisen zwei Abgeordnete gewählt, um jeweils dem polnischen und ruthenischen Bevölkerungsanteil eine Vertretung zu ermöglichen.

## Wahlbezirke
Die Tabelle enthält im Einzelnen folgende Informationen:
| Nr.:           | Nummer des Wahlkreises mit Link zum Wahlbezirksartikel |
| Wahlbezirktyp: | Angabe, ob es sich um einen Städtewahlkreis oder Landgemeindenwahlkreis handelt |
| Region:        | Die Wahlbezirke 1 bis 34 enthalten die angegebenen Stadtteile oder Städte bzw. Städte, Märkte und Gemeinden. Die Wahlbezirke 35 bis 70 beinhalten die angegebenen Gerichtsbezirke. |
| WB:            | Anzahl der Wahlberechtigten bei der Reichsratswahl 1911 |
| Partei 1907:   | Parteizugehörigkeit des Abgeordneten des Wahlbezirks bezogen auf die Reichsratswahl 1907 |
| Partei 1911:   | Parteizugehörigkeit des Abgeordneten des Wahlbezirks bezogen auf die Reichsratswahl 1911 AR=Altruthenen, ND=Polnische Nationaldemokraten, PCL=Polnisches Zentrum, PChS=Polnische Christliche Sozialisten, PD=Polnische Demokraten, PFD=Polnische Fortschrittliche Demokraten, PK=Polnische Konservatisten, PPSD=Polnische Sozialdemokraten, PSL=Polnische Volkspartei, RF=Russophilen, RND=Ruthenische Nationaldemokraten, RRB=Ruthenische Radikale Bauernpartei, RSD=Ruthenische Sozialdemokraten, UK=Ukrainische Partei. |

| Nr. | Wahlbezirktyp          | Region | WB    | Partei 1907         | Partei 1911                |
| --- | ---------------------- | --- | ----- | ------------------- | -------------------------- |
| 1   | Stadtwahlkreis         | Lemberg, 1. Teil des V. und IV. Gemeindebezirkes | 3287  | PD                  | PFD                        |
| 2   | Stadtwahlkreis         | Lemberg, V. Gemeindebezirk, 2. Teil des II. Gemeindebezirks, 1. Teil | 5252  | Parteilos Sozialist | Parteilos Sozialist        |
| 3   | Stadtwahlkreis         | Lemberg, II. Gemeindebezirk, 2. Teil, III. Gemeindebezirk, 1. Teil | 8114  | PPSD                | PPSD                       |
| 4   | Stadtwahlkreis         | Lemberg, I. Gemeindebezirk, 1. Teil, IV. Gemeindebezirk, 2. Teil, V. Gemeindebezirk, restlicher Teil | 3169  | ND                  | ND                         |
| 5   | Stadtwahlkreis         | Lemberg, I. Gemeindebezirk, 2. Teil | 4605  | ND                  | PD                         |
| 6   | Stadtwahlkreis         | Lemberg, I. Gemeindebezirk, 3. Teil | 4048  | ND                  | ND                         |
| 7   | Stadtwahlkreis         | Lemberg, restliche Teile des I., II., III. und IV. Gemeindebezirkes | 12081 | PPSD                | PPSD                       |
| 8   | Stadtwahlkreis         | Krakau, I. und II. Gemeindebezirk | 3380  | PD                  | PD                         |
| 9   | Stadtwahlkreis         | Krakau, III., VII. und IV. Gemeindebezirk, 1. Teil | 3897  | PD                  | PPSD                       |
| 10  | Stadtwahlkreis         | Krakau, IV. Gemeindebezirk, restlicher Teil und V. Gemeindebezirk | 3438  | PD                  | PD                         |
| 11  | Stadtwahlkreis         | Krakau, VI. Gemeindebezirk | 3172  | PD                  | PPSD                       |
| 12  | Stadtwahlkreis         | Krakau, VIII. Gemeindebezirk | 5408  | PD                  | PD                         |
| 13  | Stadtwahlkreis         | Przemyśl | 8329  | PPSD                | PPSD                       |
| 14  | Stadtwahlkreis         | Stanislau | 5530  | PFD                 | PD                         |
| 15  | Stadtwahlkreis         | Tarnopol | 6117  | PD                  | ND                         |
| 16  | Stadtwahlkreis         | Tarnów | 6742  | ND                  | ND                         |
| 17  | Stadtwahlkreis         | Kolomea | 8477  | PK                  | PD                         |
| 18  | Stadtwahlkreis         | Biała (Biala), Żywiec (Saybusch), Kęty, Andrychów (Andrichau), Wadowice | 5646  | PD                  | Parteilose Demokraten      |
| 19  | Stadtwahlkreis         | Bochnia, Wieliczka, Podgórze | 7207  | PK                  | PK                         |
| 20  | Stadtwahlkreis         | Nowy Sącz (Neusandez), Stary Sącz (Altsandez), Nowy Targ (Neumarkt) | 6945  | ND                  | PD                         |
| 21  | Stadtwahlkreis         | Rzeszów, Ropczyce, Sędziszów | 4923  | PK                  | PK                         |
| 22  | Stadtwahlkreis         | Jarosław (Jaroslau), Łańcut, Przeworsk | 5375  | PD                  | PD                         |
| 23  | Stadtwahlkreis         | Mielec, Kolbuszowa, Leżajsk, Sokołów, Rozwadów, Tarnobrzeg, Nisko, Rudnik | 6519  | PK                  | PK                         |
| 24  | Stadtwahlkreis         | Jasło, Gorlice, Grybów, Biecz, Strzyżów, Frysztak, Pilzno, Dębica | 6004  | PCL                 | PK                         |
| 25  | Stadtwahlkreis         | Sanok, Dobromil, Stary Sambor, Krosno, Korczyna | 5717  | ND                  | ND                         |
| 26  | Stadtwahlkreis         | Sambor, Gródek Jagielloński | 7030  | PK                  | PD                         |
| 27  | Stadtwahlkreis         | Drohobycz, Turka, Bolechów, Skole | 11652 | ND                  | PD                         |
| 28  | Stadtwahlkreis         | Stryj, Kałusz | 7540  | PPSD                | PPSD                       |
| 29  | Stadtwahlkreis         | Brzeżany, Baranówka mit Kuropatniki, Demnia mit Hucisko und Podwysokie, Rohaczyn Miasto, Wulka, Rohatyn, Podkamień, Chodorów, Brzozdowce                                                                                                  | 6426  | ND                  | PK                         |
| 30  | Stadtwahlkreis         | Rawa Ruska, Sokal, Krystynopol, Tortaków Miasto, Waręż Miasto, Bełz | 8857  | PK                  | PK                         |
| 31  | Stadtwahlkreis         | Brody, Stare Brody, Hucisko Brodzkie, Podkamień, Łopatyn, Ruda Brodzka, Radziechów | 6405  | Zionisten           | PD                         |
| 32  | Stadtwahlkreis         | Buczacz, Śniatyn, Zaleszczyki, Borszczów, Cygany, Tłumacz, Tarnowica Polna, Bohorodyczyn | 9499  | PK                  | PD                         |
| 33  | Stadtwahlkreis         | Złoczów, Zborów, Jezierna, Założce, Huta Pieniacka mit Majdan Pieniacki, Pańkowce mit Maleniska, Palikrowy, Reniów, Trościaniec Wielki | 7979  | ND                  | parteilos                  |
| 34  | Stadtwahlkreis         | Rozdół, Żydaczów, Ruda, Bóbrka, Hucisko, Stare Sioło, Hanaczów, Hanaczówka, Wołczków, Choroszczów, Jeziórko, Kończaki Stare, Maryampol Wieś, Bursztyn, Ludwikówka, Wiszniów, Żuków, Bołszowce, Słobodka Konkolnicka, Zagórze Konkolnickie | 15772 | PK                  | PK                         |
| 35  | Landgemeindenwahlkreis | Gerichtsbezirke Jaworzno, Chrzanów, Krzeszowice, Liszki | 25276 | PCL (x2)            | PD & PPSD                  |
| 36  | Landgemeindenwahlkreis | Gerichtsbezirke Biała (Biala), Oświęcim (Auschwitz), Kęty, Andrychów (Andrichau) | 19905 | PCL (x2)            | PChS (x2)                  |
| 37  | Landgemeindenwahlkreis | Gerichtsbezirke Wadowice, Zator, Kalwarya, Myślenice, Skawina | 26672 | PSL & PCL           | PSL (x2)                   |
| 38  | Landgemeindenwahlkreis | Gerichtsbezirke Maków, Jordanów, Sucha, Milówka, Żywiec (Saybusch) | 30189 | PCL & PD            | PSL & PK                   |
| 39  | Landgemeindenwahlkreis | Gerichtsbezirke Limanowa, Mszana Dolna, Nowy Targ (Neumarkt), Czarny Dunajec, Krościenko | 26809 | PCL & ND            | ND & PSL                   |
| 40  | Landgemeindenwahlkreis | Krakau, 12 neu einverleibte Ortsgemeinden, Krakau, Podgórze, Wieliczka, Dobczyce | 31627 | PK & PSL            | PPSD & PSL                 |
| 41  | Landgemeindenwahlkreis | Gerichtsbezirke Bochnia, Niepołomice, Brzesko, Wiśnicz | 26586 | PCL & PSL           | PSL & PChS                 |
| 42  | Landgemeindenwahlkreis | Gerichtsbezirke Radłów, Wojnicz, Zakliczyn, Tarnów, Tuchów | 24109 | PSL & PCL           | PSL & PK                   |
| 43  | Landgemeindenwahlkreis | Gerichtsbezirke Pilzno, Brzostek, Dębica, Ropczyce | 20697 | PSL (x2)            | Parteilos (polnisch) & PSL |
| 44  | Landgemeindenwahlkreis | Gerichtsbezirke Mielec, Radomyśl, Dąbrowa, Żabno | 23967 | PSL & PCL           | PSL (x2)                   |
| 45  | Landgemeindenwahlkreis | Gerichtsbezirke Nisko, Ulanów, Sokołów, Tarnobrzeg, Rozwadów | 28505 | PSL & PK            | PSL (x2)                   |
| 46  | Landgemeindenwahlkreis | Gerichtsbezirke Kolbuszowa, Rzeszów, Głogów | 19843 | PSL & PCL           | PSL & ND                   |
| 47  | Landgemeindenwahlkreis | Gerichtsbezirke Łańcut, Leżajsk, Przeworsk | 25155 | PSL & PK            | PK & PSL                   |
| 48  | Landgemeindenwahlkreis | Gerichtsbezirke Neusandez, Altsandez, Grybów, Ciężkowice, Muszyna | 27494 | PSL & PCL           | PChS & PSL                 |
| 49  | Landgemeindenwahlkreis | Gerichtsbezirke Gorlice, Biecz, Jasło | 20093 | PSL & PCL           | PSL (x2)                   |
| 50  | Landgemeindenwahlkreis | Gerichtsbezirke Krosno, Strzyżów, Frysztak, Żmigród | 19908 | PSL (x2)            | PSL (x2)                   |
| 51  | Landgemeindenwahlkreis | Gerichtsbezirke Sanok, Rymanów, Bukowsko, Dukla, Lisko, Ustrzyki Dolne | 29986 | AR & ND             | PK & RF                    |
| 52  | Landgemeindenwahlkreis | Gerichtsbezirke Brzozów, Tyczyn | 18211 | PSL & ND            | PSL (x2)                   |
| 53  | Landgemeindenwahlkreis | Gerichtsbezirke Sądowa Wisznia, Rudki, Stara Sól, Sambor, Komarno, Łąka (2 Ortsgemeinden) | 36207 | RND & PSL           | ND & UP                    |
| 54  | Landgemeindenwahlkreis | Gerichtsbezirke Baligród, Lutowiska, Stary Sambor, Turka, Borynia, Podbuż, Drohobycz, Łąka, Sambor (3 Ortsgemeinden) | 53062 | RSD & ND            | Parteilos (polnisch) & RSD |
| 55  | Landgemeindenwahlkreis | Gerichtsbezirke Wojniłów, Dolina, Rożniatów, Kałusz, Nadwórna, Delatyn, Sołotwina | 55938 | RND & RRB           |                            |
| 56  | Landgemeindenwahlkreis | Gerichtsbezirke Peczeniżyn, Kolomea, Żabie, Kuty, Kosów, Jabłonów, Zabłatów, Gwoździec, Ottynia | 56708 | RRB & RND           |                            |
| 57  | Landgemeindenwahlkreis | Gerichtsbezirke Medenice, Stryj, Skole, Żydaczów, Chodorów, Mikołajów, Gliniany, Bóbrka, Komarno (11 Ortsgemeinden), Szczerzec (30 Ortsgemeinden)                                                                                         | 55697 | RND & AR            |                            |
| 58  | Landgemeindenwahlkreis | Gerichtsbezirke Mielnica, Borszczów, Zaleszczyki, Horodenka, Tłuste, Śniatyn, Husiatyn (Ortsgemeinde Czarnokońce Małe) | 52318 | RND (x2)            |                            |
| 59  | Landgemeindenwahlkreis | Gerichtsbezirke Obertyn, Tłumacz, Potok Złoty, Stanislau, Tyśmienica, Bohorodczany | 58467 | RRB & RND           |                            |
| 60  | Landgemeindenwahlkreis | Gerichtsbezirke Buczacz, Monasterzyska, Wiśniowczyk, Podhajce | 34354 | RRB & Zionisten     |                            |
| 61  | Landgemeindenwahlkreis | Gerichtsbezirke Przemyśl, Dubiecko, Niżankowice, Dynów, Bircza, Mościska, Dobromil | 45952 | RND & PK            |                            |
| 62  | Landgemeindenwahlkreis | Gerichtsbezirke Rawa Ruska, Uhnów, Niemirów, Jaworów, Krakowiec, Żółkiew, Kulików, Bełz, Janów | 58912 | AR & RND            |                            |
| 63  | Landgemeindenwahlkreis | Gerichtsbezirke Złoczów, Busk, Kamionka Strumiłowa, Olesko, Przemyślany | 43742 | PK & AR             |                            |
| 64  | Landgemeindenwahlkreis | Gerichtsbezirke Lemberg Umgebung, Winniki, Gródek Jagielloński, Szczerzec | 37109 | RND & PK            |                            |
| 65  | Landgemeindenwahlkreis | Gerichtsbezirke Sokal, Radziechów, Zborów, Założce, Brody, Mosty Wielkie, Łopatyn, Zbaraż (4 Ortsgemeinden), Olesko (2 Ortsgemeinden), Nowe Sioło (9 Ortsgemeinden)                                                                       | 59963 | AR & RND            |                            |
| 66  | Landgemeindenwahlkreis | Gerichtsbezirke Brzeżany, Rohatyn, Bolechów, Bursztyn, Bołszowce, Żurawno, Podhajce (6 Ortsgemeinden), Przemyślany (10 Ortsgemeinden) | 45212 | RND & RRB           |                            |
| 67  | Landgemeindenwahlkreis | Gerichtsbezirke Jaroslau, Radymno, Lubaczów, Cieszanów, Sieniawa, Pruchnik | 40246 | PK & RND            |                            |
| 68  | Landgemeindenwahlkreis | Gerichtsbezirke Kozowa, Tarnopol, Zbaraż, Nowe Sioło | 34086 | RSD & PD            |                            |
| 69  | Landgemeindenwahlkreis | Gerichtsbezirke Trembowla, Mikulińce, Budzanów, Czortków | 37126 | RND & Zionisten     |                            |
| 70  | Landgemeindenwahlkreis | Gerichtsbezirke Skałat, Podwołoczyska, Grzymałów, Kopyczyńce, Husiatyn | 35422 | RND & PK            |                            |